# Austrosynapha hirta
Austrosynapha hirta är en tvåvingeart som beskrevs av Tonnoir 1929. Austrosynapha hirta ingår i släktet Austrosynapha och familjen svampmyggor. Inga underarter finns listade i Catalogue of Life.